# Service de documentation extérieure et de contre-espionnage
Der Service de documentation extérieure et de contre-espionnage (SDECE; deutsch Auswärtiger Nachrichten- und Spionageabwehrdienst) war der französische Auslandsgeheimdienst vom 28. Dezember 1945 bis zum 2. April 1982 und wurde in Direction Générale de la Sécurité Extérieure (DGSE) umbenannt. Organisatorischer Nachfolger des Kriegsnachrichtendienstes Direction Générale des Etudes et Recherches (DGER). Der SDECE unterstand bis zum Skandal um die Ermordung des marokkanischen Oppositionspolitikers Mehdi Ben Barka 1965 dem Ministerpräsidenten und wurde danach dem Verteidigungsministerium unterstellt.

## Leitung
Zeitweiliger Forschungsleiter war René Bertrand, ein Überlebender des KZ Mauthausen.

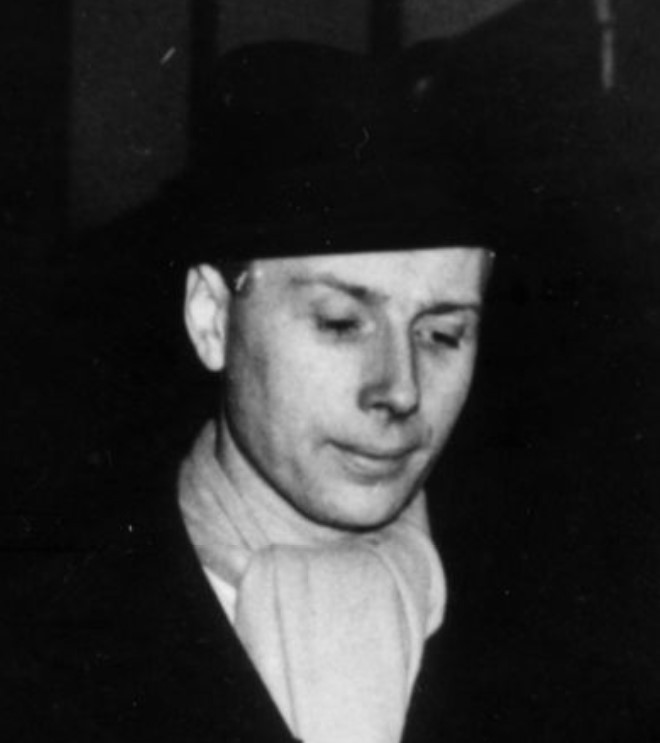
André Dewavrin, 1945
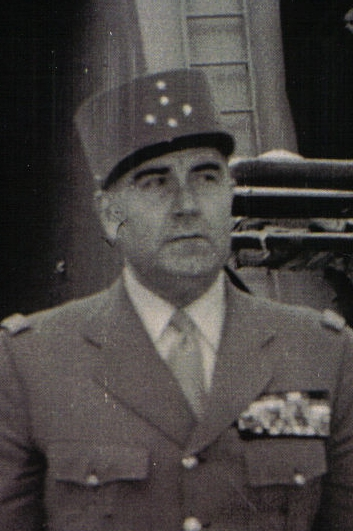
Paul Grossin, 1957 bis 1962
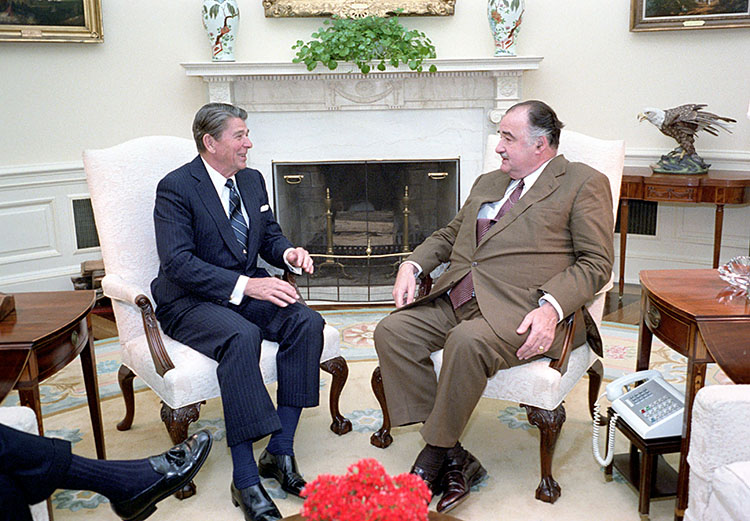
Alexandre de Marenches (r), 1970 bis 1981

| Name                   | Amtszeit                               |
| ---------------------- | -------------------------------------- |
| André Dewavrin         | April 1945                             |
| Henri Ribière          | April 1945 – 18. Dezember 1950         |
| Pierre Boursicot       | 18. Dezember 1950 – 23. September 1957 |
| Paul Grossin           | 23. September 1957– 31. Januar 1962    |
| Paul Jacquier          | 31. Januar 1962 – 21. Januar 1966      |
| Eugène Guibaud         | 21. Januar 1966 – 6. November 1970     |
| Alexandre de Marenches | 6. November 1970 – 22. Juni 1981       |
| Pierre Marion          | 22. Juni 1981 – 10. November 1982      |

## Geschichte

### Indochina bis 1954
Die Groupement de Commandos Mixtes Aéroportés (GCMA, angliziert meist MACG) war eine Untereinheit, die Anfang der 1950er in Vietnam ins Leben gerufen wurde. Es war ihre Aufgabe, die Bergvölker und andere Gruppen als Guerillakämpfer zur Unterstützung im Kampf gegen die Việt Minh zu organisieren. Dabei finanzierte sie sich aus dem Verkauf von Opium, das von laotischen Bergvölkern angebaut wurde (Operation X). Die Einheit stand unter Leitung von Roger Trinquier.

### Geheimdienstliche Zusammenarbeit mit Israel
Am 22. Juni 1956 trafen sich der SCECE-Direktor Pierre Boursicot und Armeevertreter, darunter General Maurice Challe, Abel Thomas und Louis Magnin, im Schloss der Familie Leven in Vermars (Val-d’Oise) zu geheimen Gesprächen mit den israelischen Militärs bzw. Geheimdienstleuten Mosche Dajan, Schimon Peres und Jehoschafat Harkabi. Frankreich war damals einer der wichtigsten Verbündeten Israels. Dieses erhoffte sich von der Zusammenkunft Aktionen für einen Sturz von Gamal Abdel Nasser, die Franzosen wünschten lediglich Auskünfte über Hilfen Nasers an den FLN.

### Entführung und Ermordung von Mehdi Ben Barka
Der SDECE war am 29. Oktober 1965 an der Entführung des marokkanischen Oppositionspolitikers Mehdi Ben Barka von Paris aus in das Haus des SDECE-Agenten und ehemaligen Nazi-Kollaborateurs Georges Boucheseiche in Fontenay-le-Vicomte beteiligt. Dort wurde Ben Barka noch am selben oder am darauffolgenden Tag ermordet. Der oder die Mörder Ben Barkas wurden nie zweifelsfrei identifiziert; einige Darstellungen gehen von Boucheseiche als Mörder andere vom damaligen marokkanischen Innenminister Mohammed Oufkir als Mörder aus.